# Mark Henderson
Mark Henderson (n. 14 noiembrie 1969, Washington, D.C., District of Columbia, SUA) este un înotător american, medaliat olimpic. A participat la o ediție a Jocurilor Olimpice (1996) în care a câștigat două medalii de aur.